# سهل جحاف (مبين)

تعديل مصدري - تعديل

سهل جحاف هي إحدى قرى عزلة الجبر بمديرية مبين التابعة لمحافظة حجة، بلغ تعداد سكانها 306 نسمة حسب تعداد اليمن لعام 2004.